# Heinz Erbstößer
Heinz Erbstößer (ur. 14 marca 1940 w Torgau) – niemiecki lekkoatleta, sprinter. W czasie swojej kariery reprezentował Niemiecką Republikę Demokratyczną.
Wystąpił we wspólnej reprezentacji Niemiec na igrzyskach olimpijskich w 1964 w Tokio, gdzie odpadł w eliminacjach biegu na 200 metrów, a niemiecka sztafeta 4 × 100 metrów w składzie: Erbstößer, Rainer Berger, Peter Wallach i Volker Löffler odpadła w półfinale. Jako reprezentant NRD Erbstößer zajął 2. miejsce w biegu na 200 metrów i 3. miejsce w biegu na 100 metrów w finale Pucharu Europy w 1965 w Stuttgarcie.
Na pierwszych europejskich igrzyskach halowych w 1966 w Dortmundzie zdobył srebrny medal w biegu na 60 metrów (pokonał go jedynie Barrie Kelly z Wielkiej Brytanii). Odpadł w półfinałach biegów na 100 metrów i na 200 metrów na mistrzostwach Europy w 1966 w Budapeszcie, a  sztafeta NRD 4 × 100 metrów w składzie: Harald Eggers, Berger, Erbstößer i Hermann Burde zajęła w finale 4. miejsce.
Odpadł w ćwierćfinale biegu na 100 metrów na igrzyskach olimpijskich w 1968 w Meksyku, a sztafeta NRD 4 × 100 metrów w składzie: Erbstößer, Hartmut Schelter, Peter Haase i Eggers zajęła w finale 5. miejsce. Dwukrotnie poprawiała wówczas rekord Europy na tym dystansie (czasami 38,9 s i 38,7 s), lecz w finale utraciła go na rzecz sztafety z Francji.
Erbstößer był mistrzem NRD w biegu na 100 metrów w 1962, 1964, 1965 i 1968 (w 1968 wspólnie z Hartmutem Schelterem) oraz wicemistrzem w tej konkurencji w 1966 i 1967, a także mistrzem w biegu na 200 metrów w latach 1962–1966 oraz wicemistrzem w 1959 i 1967. Był również mistrzem NRD w sztafecie 4 × 100 metrów w latach 1959 i 1962–1967 oraz wicemistrzem w 1968, a także mistrzem w 1966 i wicemistrzem w 1967 w sztafecie 4 × 200 metrów. W hali był wicemistrzem w 1966 i brązowym medalistą w 1964 w biegu na 50 metrów oraz mistrzem w biegu sztafetowym w latach 1966–1968 i brązowym medalistą w 1964.
9 sierpnia 1968 w Erfurcie ustanowił rekord NRD w biegu na 100 metrów czasem 10,1 s (wcześniej dwukrotnie wyrównywał rekord NRD na tym dystansie). Wielokrotnie poprawiał rekord NRD w sztafecie 4 × 100 metrów do wyniku 38,66 s (19 października 1968 w Meksyku).